# Diócesis de San Feliú de Llobregat
La diócesis de San Feliu de Llobregat (en latín: Dioecesis Sancti Felicis de Llobregat y en catalán: Bisbat de Sant Feliu de Llobregat) es una circunscripción eclesiástica de la Iglesia católica en España. Se trata de una diócesis latina, sufragánea de la archidiócesis de Barcelona. Desde el 8 de octubre de 2024 su obispo es Xabier Gómez García.

## Territorio y organización
La diócesis tiene 1611 km² y extiende su jurisdicción sobre los fieles católicos de rito latino residentes en la comunidad autónoma de Cataluña y comprende las comarcas del Garraf y el Alto Panadés, casi la totalidad de la comarca del Bajo Llobregat, y algunos municipios de las comarcas de Noya y de Vallés Occidental. En total comprende 77 municipios de la provincia de Barcelona.
La sede de la diócesis se encuentra en la ciudad de Sant Feliu de Llobregat, en donde se halla la Catedral de San Lorenzo. Existen dos basílicas menores: el santuario mariano del monasterio de Montserrat y la basílica de Santa María, en Villafranca del Panadés.
En 2020 en la diócesis existían 123 parroquias agrupadas en 9 arciprestazgos.

## Historia

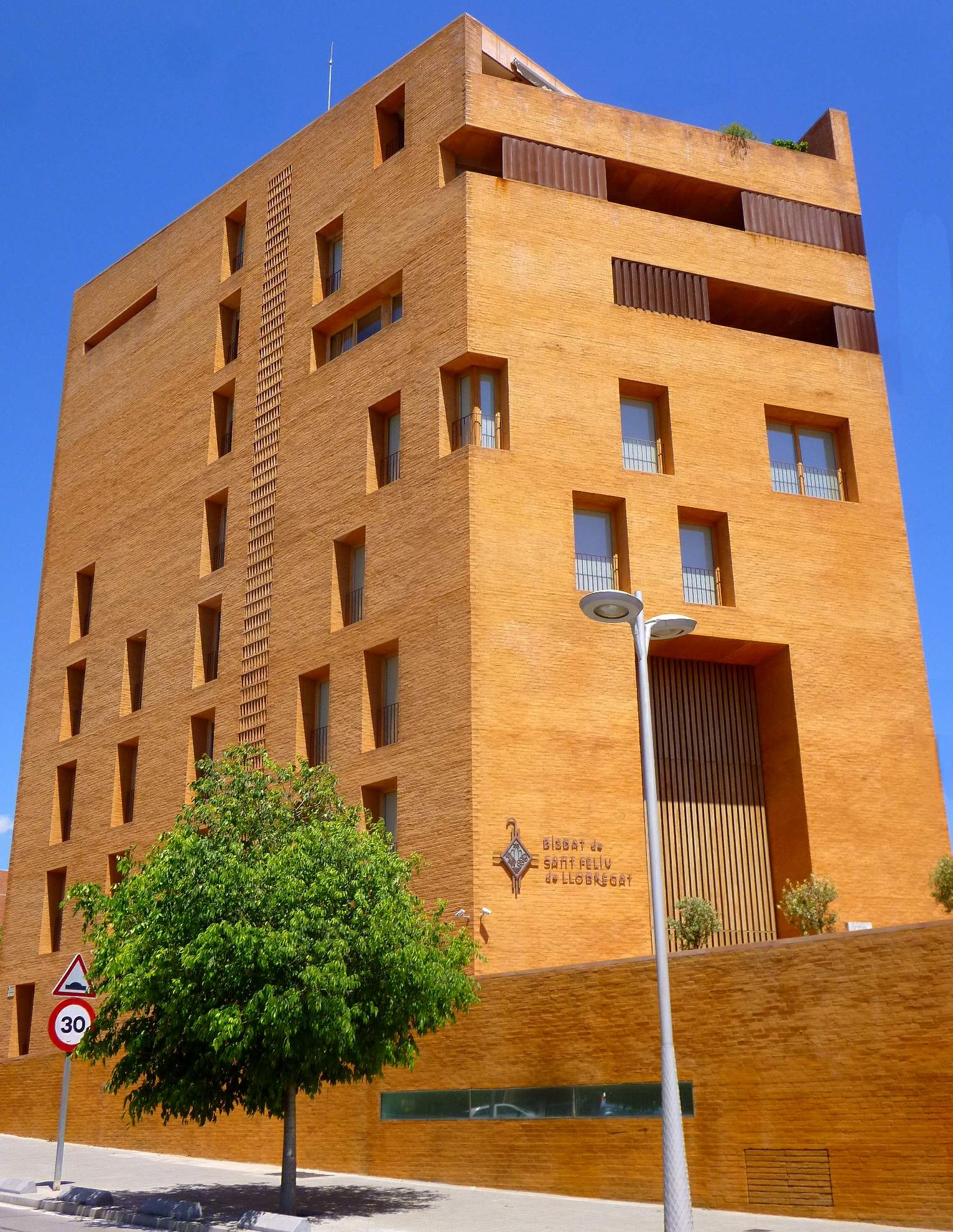
Casa de la Iglesia, sede del obispado de Sant Feliu de Llobregat

La diócesis fue erigida el 15 de junio de 2004 con la bula Varia inter munera del papa Juan Pablo II, obteniendo el territorio de la archidiócesis de Barcelona, que perdió 9 arciprestazgos: Bruguers, San Baudilio de Llobregat, San Feliu de Llobregat, San Vicente dels Horts, Montserrat, Garraf, Villafranca del Panadés, Noya y Piera-Capellades. Como primer obispo de la nueva diócesis fue nombrado Agustín Cortés Soriano, que inició su ministerio episcopal el 12 de septiembre de 2004. 
En el primer año y medio se crearon los diversos organismos, delegaciones y servicios diocesanos para atender las diferentes necesidades. Como catedral se ha adoptó con ligeras modificaciones la que hasta entonces era la iglesia parroquial de San Lorenzo en San Feliú de Llobregat.
El 17 de noviembre de 2006 la Congregación para el Culto Divino y la Disciplina de los Sacramentos confirmó a Nuestra Señora de Montserrat como patrona principal de la diócesis.
El 23 de octubre de 2010 se inauguró la nueva Casa de l'Església (Casa diocesana) que alberga tanto los servicios y delegaciones diocesanas como espacios de reunión, capilla y residencia del obispo.

## Estadísticas
Según el Anuario Pontificio 2021 la diócesis tenía a fines de 2020 un total de 909 900 fieles bautizados.
| Año                                                                             | Población            | Población | Población      | Sacerdotes | Sacerdotes    | Sacerdotes    | Bautizados por sacerdote | Diáconos permanentes | Religiosos | Religiosos | Parroquias |
| Año                                                                             | Bautizados católicos | Total     | % de católicos | Total      | Clero secular | Clero regular | Bautizados por sacerdote | Diáconos permanentes | Varones    | Mujeres    | Parroquias |
| ------------------------------------------------------------------------------- | -------------------- | --------- | -------------- | ---------- | ------------- | ------------- | ------------------------ | -------------------- | ---------- | ---------- | ---------- |
| 2004                                                                            | 600 000              | 661 393   | 90.7           | 153        | 153           |               | 3921                     |                      |            |            | 121        |
| 2010                                                                            | 866 000              | 970 000   | 89.3           | 188        | 107           | 81            | 4606                     | 16                   | 136        | 262        | 122        |
| 2014                                                                            | 892 000              | 1 006 436 | 88.6           | 178        | 111           | 67            | 5011                     | 19                   | 124        | 308        | 122        |
| 2017                                                                            | 892 600              | 1 007 904 | 88.6           | 150        | 99            | 51            | 5950                     | 20                   | 100        | 284        | 123        |
| 2020                                                                            | 909 900              | 1 028 954 | 88.4           | 138        | 92            | 46            | 6593                     | 19                   | 97         | 259        | 123        |
| Fuente: Catholic-Hierarchy, que a su vez toma los datos del Anuario Pontificio. |                      |           |                |            |               |               |                          |                      |            |            |            |

Según cifras oficiales, en el curso 2017-2018 se formaron 9 seminaristas en el Seminario Mayor diocesano.

## Episcopologio
| Foto | Escudo | Titular                | Título adicional                 | Período             | Período              | Fin del cargo (razón) |
| Foto | Escudo | Titular                | Título adicional                 | Inicio              | Fin                  | Fin del cargo (razón) |
| ---- | ------ | ---------------------- | -------------------------------- | ------------------- | -------------------- | --------------------- |
|      |        | Agustín Cortés Soriano | Obispo de San Feliú de Llobregat | 15 de junio de 2004 | 8 de octubre de 2024 | Renuncia por edad     |